# 伊斯特尔区
伊斯特尔区（法語：arrondissement d'Istres）是法国罗讷河口省所辖的一个区。总面积715.2平方公里，总人口329194，人口密度460人/平方公里（2018年）。主要城镇为伊斯特尔。

## 辖区
伊斯特尔区辖有8个县,共有18个市镇。